# Josef Lustig
Josef Lustig (geboren am 11. Januar 1911 in Prag, Österreich-Ungarn; gestorben am 28. Januar 1944 im Ghetto Theresienstadt) war ein tschechischer Angestellter und während seiner Lagerzeit Autor von Bühnenstücken.

## Leben
Über Lustigs Leben vor der nazistische Verfolgung seit 1939 ist kaum etwas bekannt; vermutlich arbeitete er, wie ein Dokument aus dem Jahre 1940 verrät, als einfacher Handelsangestellter in einem Warenhaus bzw. Geschäft. Zu spät versuchte der tschechische Jude aus seiner seit März 1939 von deutschen Truppen okkupierten und de facto annektierten Heimat zu fliehen: Im Juli 1940 beantragte Josef Lustig die Erlaubnis zur Auswanderung nach Schanghai, damals eine der letzten Möglichkeiten, dem Zugriff der Nationalsozialisten zu entkommen. Offensichtlich scheiterte er mit seinem Vorhaben. Am 15. Mai 1942 deportierte man ihn aus seiner Heimatstadt Prag mit dem Transport Au 1, Nr. 973 in das nahe gelegene jüdische Ghetto von Theresienstadt, wo Lustig nunmehr seine künstlerischen Fähigkeiten zu entfalten wusste. Vor Ort schrieb er die satirischen Stücke „Prinz Bettliegend“ und „Ben Akiba hat gelogen“, inspiriert von den im Ghetto herrschenden schrecklichen Realitäten. Josef Lustig verstarb Anfang 1944 in Theresienstadt, kurz nach seinem 33. Geburtstag.